# Joanna Chessé
Joanna Chessé, née à Paris le 25 février 1986, fait partie de l'équipe de France de tir à l'arc depuis 2005. Elle est une archère française spécialiste de l'arc à poulies.

## Biographie
Seulement après un an et demi de pratique, elle se sélectionne aux jeux mondiaux de tir en campagne en Allemagne et au championnat d'Europe tir en campagne en Slovénie en 2005.
Cette année fut aussi la première sortie internationale en FITA (discipline reine du tir à l'arc) en Bulgarie pour un grand prix Européen.
En 2006, elle participe à la première édition de la coupe du monde qui se déroule en Croatie.
Elle obtiendra la médaille d'or par équipe.
Cette même année sera pour elle, une belle saison pour l'équipe puisqu'elle sera championne du monde universitaire par équipe, puis remportera la médaille de bronze par équipe au championnat d'Europe à Athènes.
En 2007, l'année des grands voyages, puisque la première manche de la coupe du monde de cette saison se déroule à Ulsan en Corée (le pays du tir à l'arc).
Elle remportera la médaille de bronze avec son équipe (Amandine Bouillot et Valérie Fabre).
La seconde manche se déroule elle en Italie, où l'or par équipe récompensera le travail fourni.
Une troisième manche en Turquie sans médaille.
Puis le championnat du monde en Allemagne avec une 4e place par équipe.
2008 fut l'année off de Joanna, qui prolonge ses études jusqu'au master 2 en école de commerce.
2009, la première médaille individuelle de Joanna, l'or au grand prix de Riom, sur les terres françaises. Succèdera à cette médaille 2 sélections en coupe du monde avec de belles qualifications en Croatie (1387 points).
En 2010, Joanna ne parvient pas à se sélectionner pour les championnats d'Europe mais obtiendra son master 1 en management d'entreprise option communication à l'ISEE.
2011 est sans doute son année, puisqu'elle pointe en tête du classement national français en Salle et en Fita, réalise le record de France Fita avec 691 au grand prix de Boé.
Elle se classe 5e au championnat d'Europe Salle en individuel.
Elle remporte avec son équipe (Pascale Lebecque et Patricia Tchepikof)la première manche par équipe de la coupe du monde en Croatie. Ensuite elle remporte une médaille d'or à l'Universiade d'été de 2011.

## Palmarès

### Universiades
- Universiades d'été de 2011 à Shenzhen (Chine) :
  -  Médaille d'or sur l'épreuve par équipes

### Coupe du monde (en salle)
- Médaille d'or en individuel à Las Vegas en 2012
- Médaille d'or en individuel à Nimes en 2011
- Médaille de bronze en individuel à Singapour en 2012

### Coupe du monde (en extérieur)
- Médaille d'or de la 1re étape par équipe en 2011
- Médaille d'or de la 2e étape par équipe en 2007
- Médaille d'or de la 1re étape par équipe en 2006
- Médaille de bronze de la 1re étape par équipe mixte en 2011
- Médaille de bronze de la 1re étape par équipe mixte en 2009
- Médaille de bronze de la 1re étape par équipe en 2007

### Championnats d'Europe (extérieur)
- Médaille de bronze par équipe à Amsterdam en 2012
- Médaille de bronze par équipe à Athènes en 2006